# Rosabell Laurenti Sellers
Rosabell Laurenti Sellers   (Santa Monica, 27 de març de 1996) és una actriu estatunidenca amb citadania italiana.

## Biografia
Rosabell Laurenti Sellers va néixer a Santa Mònica, Califòrnia, el 27 de març de 1996: la seva mare és la també actriu Mary Sellers, mentre que el pare italià és el documentalista Fabrizio Laurenti. Té un germà gran i una germana menor. Té la doble nacionalitat i és bilingüe.

## Carrera
Va debutar als escenaris el 2004 a Broadway a l'edat de set anys, quan a ella i al seu germà se li assigna la part dels fills de Medea en la producció de la companyia de teatre La MaMa. Després de la posada en escena a Nova York i la gira de l'espectacle a Polònia i Àustria, es va traslladar a Roma aquell mateix any amb la seva família. Arribada a Itàlia, entre 2006 i 2009 va participar en nombroses produccions per a televisió: la minisèrie E poi c'è Filippo, L’amore e la guerra i Coco Chanel ; la sèrie de televisió Medicina generale; les pel·lícules de televisió Fuga per la libertà - L'aviatore i Mi ricrodo Anna Frank, on, en aquesta última, interpreta el paper de la protagonista. El 2009 va debutar al cinema a la pel·lícula Ex de Fausto Brizzi. El 2010 va estar al plató de La veritat oculta de Larysa Kondracki, basat en una història real, que es va estrenar al Festival Internacional de Cinema de Toronto aquell mateix any. Altres actors són Rachel Weisz, Monica Bellucci i Liam Cunningham. El mateix any és a la minisèrie Paura di amare.

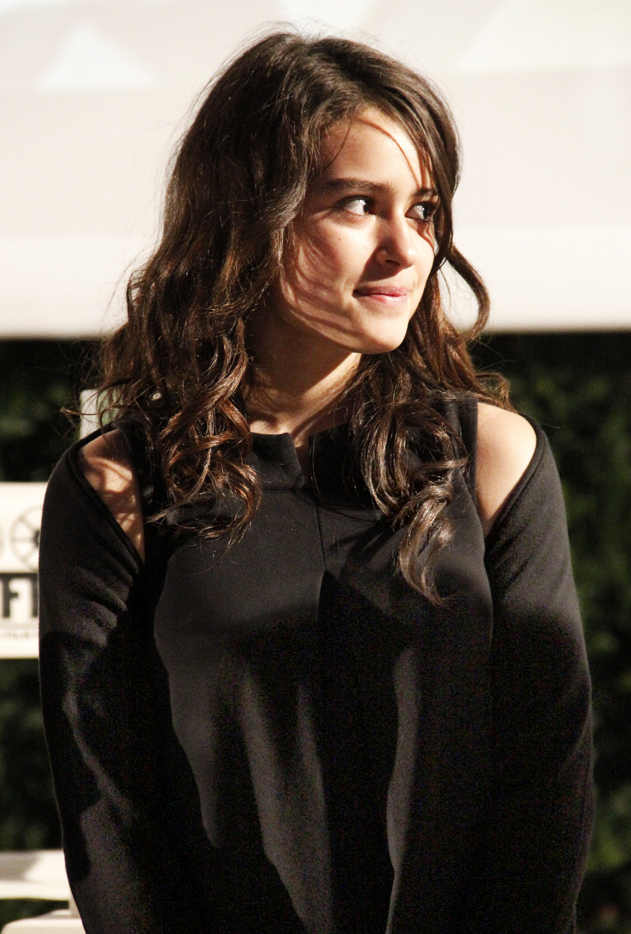
Rosabell Laurenti Sellers el 2013.

El 2012 participa a la sèrie de televisió Una grande famiglia, en el paper de Valentina, i després arriba a Rai 2 a Mia and Me, que alterna seqüències d’acció en directe amb escenes realitzades en infografia, i on, a més d’una actriu que interpreta la protagonista, Rosabelle també és l'actriu de veu anglesa, o més aviat original, del personatge animat; a Itàlia també es dupliquen les seqüències d’acció en directe de la primera temporada. Al juny de 2012 s'anuncia la seva participació a la nova pel·lícula d' Edoardo Leo, Buongiorno papa, amb Raoul Bova. El rodatge comença al setembre. Mentrestant, a la 69a Mostra Internacional de Cinema de Venècia, es presenta la pel·lícula Gli equilibristi d' Ivano De Matteo; a més, apareix a Left Passion, amb Alessandro Preziosi i Valentina Lodovini, basada lliurement en la novel·la del 2008 de Chiara Gamberale. L'estrena als cinemes té lloc el 2013.
Al març del 2013 torna al plató d'Una grande famiglia, de nou en el paper de Valentina, per rodar la segona temporada i al juliol roden vint-i-sis episodis més de Mia and Me, aquesta vegada doblant el personatge animat només en l’idioma original o en anglès; a més, durant l'any va fundar l'Associació YAHI (Joves Actors per a la Participació Humanitària), l'objectiu de la qual és implicar els joves actors en el voluntariat. Al novembre forma part del plató de I nostri ragazzi, amb Alessandro Gassmann, Giovanna Mezzogiorno, Luigi Lo Cascio, Barbora Bobuľová i Jacopo Olmo Antinori. El juliol de 2014, durant la Comic-Con Internacional de San Diego, es va anunciar la seva participació a la cinquena temporada de Game of Thrones interpretant a Tyene Sand, la tercera de les filles bastardes del príncep Oberyn Martell. La seva participació a la coneguda sèrie de televisió, l'única italiana del repartiment, va obtenir una considerable cobertura mediàtica a Itàlia.
El 2020, es va unir al repartiment de la sèrie Spides de SyFy com a Nora Berger.

## Filantropia
Sellers va fundar Young Actors for Humanitarian Involvement, per aconseguir que els talents adolescents italians s'impliquin en organitzacions benèfiques com ActionAid i Smile Again. També serveix àpats al menjador social Comunità di Sant'Egidio de Roma. Sellers també s'ha ofert amb una altra organització anomenada Veto the Squito que ajuda a recaptar diners per a mosquiters a l'Àfrica. També ha col·laborat amb la Lliga contra el racisme i l'antisemitisme.

## Filmografia
- Ex, dirigida per Fausto Brizzi (2009)
- Cocapop, dirigida per Pasquale Pozzessere (2010)
- La veritat oculta, de Larysa Kondracki (2010)
- Femmine contro maschi, dirigida per Fausto Brizzi (2011)
- Loon Lake, dirigida per Wanja Sellers (2011)
- This Property Is Condemned, dirigida per Wanja Sellers - curtmetratge (2011)[22]
- Gli equilibristi, dirigida per Ivano De Matteo (2012)
- Buongiorno papà, dirigida per Edoardo Leo (2013)
- Passione sinistra, dirigida per Marco Ponti (2013)
- I nostri ragazzi, dirigida per Ivano De Matteo (2014)
- Maraviglioso Boccaccio, dirigida per Paolo i Vittorio Taviani (2015)
- What About Love, dirigida per Klaus Menzel (2016)
- Trading Paint, dirigida per Karzan Kader (2019)

### Televisió
- A Wheel In Time, dirigida per Mary Sellers - Pel·lícula per a televisió (1999)
- E poi c'è Filippo, dirigit per Maurizio Ponzi - Minisèrie de TV (2006)
- L'amore e la guerra, dirigida per Giacomo Campiotti - Minisèrie de TV (2007)
- Fuga per la libertà - L'aviatore, dirigida per Carlo Carlei - Pel·lícula per a televisió (2008)
- Coco Chanel, dirigida per Christian Duguay - Minisèrie de TV (2008)
- Medicina generale : sèrie de televisió, episodi 2x01 (2009)
- Mi Ricordo Anna Frank, dirigida per Alberto Negrin - Telefilm (2009)
- Paura d'amare, dirigida per Vincenzo Terracciano - Minisèrie de TV (2010)
- Agata e Ulisse, dirigida per Maurizio Nichetti - Telefilm (2011)
- Cenerentola, dirigida per Christian Duguay - Minisèrie de TV (2011)
- Mia and Me, sèrie de televisió, 52 capítols (2011-2017)
- Una grande famiglia, sèrie de televisió, 14 8 episodis (2012-2013)
- Game of Thrones, sèrie de televisió, 9 8 episodis (2015-2017)
- Spides, sèrie de televisió, paper principal (2020)
- Willow, paper recorrent, tres episodis (2022-2023)
- The Swarm, 8 episodis (2023)

## Premis i nominacions
- 2010 - Festival de cinema, moda i art de Los Angeles Italia
  - Guanyat : premi Maschera di Pulcinella.
- 2013 - Premi David di Donatello
  - Nominació: millor actriu secundària per Gli equilibristi.[23]
- 2013 - Festival de Cinema de Tuscia
  - Guanyat : premi Pipolo Tuscia Cinema.[24]
- 2013 - Nastro d'Argento
  - Guanyat : premi Guglielmo Biraghi per Gli equilibristi.
- 2013 - Ciak d’oro
  - Nominació: millor actriu de repartiment per Gli equilibristi.
- 2013 - Festival de Cinema de Bastia
  - Guanyat : premi del públic per Gli equilibristi.
- 2013 - Ciak d’oro
  - Nominació: millor actriu de repartiment per I nostri ragazzi.